# Biarritz Ladies Classic
De Biarritz Ladies Classic was een golftoernooi voor vrouwen in Frankrijk, dat deel uitmaakte van de Ladies European Tour. Het toernooi werd opgericht in 1988 als het Biarritz Ladies Open en werd tot de laatste editie, in 2003, telkens plaatsgevonden op de Golf de Biarritz in de gemeente Biarritz.
Het toernooi werd gespeeld in een strokeplay-formule van drie ronden na de tweede ronde werd de cut toegepast.

## Winnaressen
| Jaar                            | Winnares                | Score                | Score                | Info                              |
| Biarritz Ladies Open            | Biarritz Ladies Open    | Biarritz Ladies Open | Biarritz Ladies Open | Biarritz Ladies Open              |
| ------------------------------- | ----------------------- | -------------------- | -------------------- | --------------------------------- |
| 1988                            | Laura Davies            |                      |                      |                                   |
| 1989                            | Denisse Hutton          |                      |                      |                                   |
| 1990                            | Laura Davies            |                      |                      |                                   |
| 1991-1998: Geen toernooi        |                         |                      |                      |                                   |
| Air France Madame Biarritz Open |                         |                      |                      |                                   |
| 1999                            | Sofia Gronberg-Whitmore |                      |                      |                                   |
| 2000                            | Geen toernooi           | Geen toernooi        | Geen toernooi        | Geen toernooi                     |
| Biarritz Ladies Classic         |                         |                      |                      |                                   |
| 2001                            | Rachel Kirkwood po      | 205                  | –8                   | Won de play-off van Marina Arruti |
| 2002                            | Sophie Gustafson po     | 200                  | –10                  | Won de play-off van Mhairi McKay  |
| 2003                            | Marlene Hedblom         | 200                  | –10                  | [ 3 ]                             |